# Moschea Hazroti Imam
La moschea Hazroti Imam è una moschea che fa parte del Complesso Hazrati Imam a Tashkent in Uzbekistan.
È stata costruita nel 2007 per volere del presidente Karimov. L'edificio è composto da due minareti di 54 m e uno stile che richiama alle moschee della tradizione uzbeka del XVI secolo.